# Kordkuy
 (février 2024).
Kordkuy, en persan كرد كوی (anciennement Tamiše), est une ville iranienne. Elle comptait 39 881 habitants en 2016.